# Belanova
Belanova és un grup mexicà de electropop i synth pop mexicà, originari de Guadalajara (Jalisco, Mèxic). Està integrat per Denisse Guerrero (veu), Édgar Huerta (teclat) ) i Ricardo Arreola (baix). Encara que aquests són els únics tres membres oficials, diversos altres músics van actuar en la formació en viu, especialment Israel Ulloa (bateria) i Richo Acosta (guitarra).
Belanova es va formar l'any 2000 i per a l'any 2002, van signar amb la discogràfica Virus Rècords, propietat de Universal Music. Considerats com una banda de pop molt popular a Mèxic a mitjans dels anys dos mil. A més, es van presentar a diversos països de Llatinoamèrica, així com a Espanya i els Estats Units.
El nom de la banda va sorgir per la recomanació d'un amic, que va comentar que Belafunk podria ser el seu nom. Tot i que la banda només va fer servir la primera meitat d'aquest suggeriment Bela, que significa bell a italià. Més tard, van adoptar la paraula nova, la qual fa al·lusió a una supernova que és el moment en què brilla amb més intensitat una estrella a causa de la seva mort. I d'aquesta manera, va sorgir Bellanova, que significa literalment «bella estrella». Amb un nom establert, van començar a tocar en alguns bars de Guadalajara. No obstant això, la gent pronunciava la doble L en nom seu, per la qual cosa van decidir treure'n una i quedar simplement com Belanova.
Compten amb sis àlbums d'estudi: Van ser premiats al Latin Grammy a millor àlbum pop duo o grup per Fantasia pop el 2008.
El 2011, la banda va ser triada per promoure els Jocs Panamericans de 2011. Amb el gran èxit a Guadalajara, Belanova va signar un contracte esportiu internacional, i van ser convidats a representar a Amèrica en els Jocs Olímpics d'estiu de 2012 a Londres ( Anglaterra), amb la cançó promocional «Sent el moviment», en aliança amb Coca-Cola, i va ser un gran èxit en els països hispans que els va garantir el reconeixement Billboard com a Millor Campanya de Televisió a Amèrica Llatina el 2012. Amb el llançament de Fantasia pop, van vendre digitalment 5 vegades més que els seus àlbums físics i van establir el rècord de l'àlbum mexicà més venut en la història digital, després del llançament de la versió Belanova per cel·lular Sony Ericsson W580 , la banda va aconseguir el rècord del ringtone digital més venut a Mèxic amb Balla el meu cor. Quan es va llançar l'últim senzill de Fantasia pop, per a Universal Music, s'estava establint un nou rècord: la major quantitat de cançons que van aconseguir el número 1 de forma consecutiva a les llistes de Mèxic, més els senzills de Dulce beat i Fantasia pop junts; aquest rècord iguala al d'artistes com Michael Jackson i Katy Perry al Billboard Hot 100 al seu país d'origen, Estats Units. El 2013, en societat amb Pepsi, es va llançar l'àlbum Cançons per a la lluna - Simfònic en viu; est és un disc en directe que barreja l'electro-pop de Belanova amb l'orquestra simfònica. El disc va obtenir la certificació Platí.